# Incident Laurel

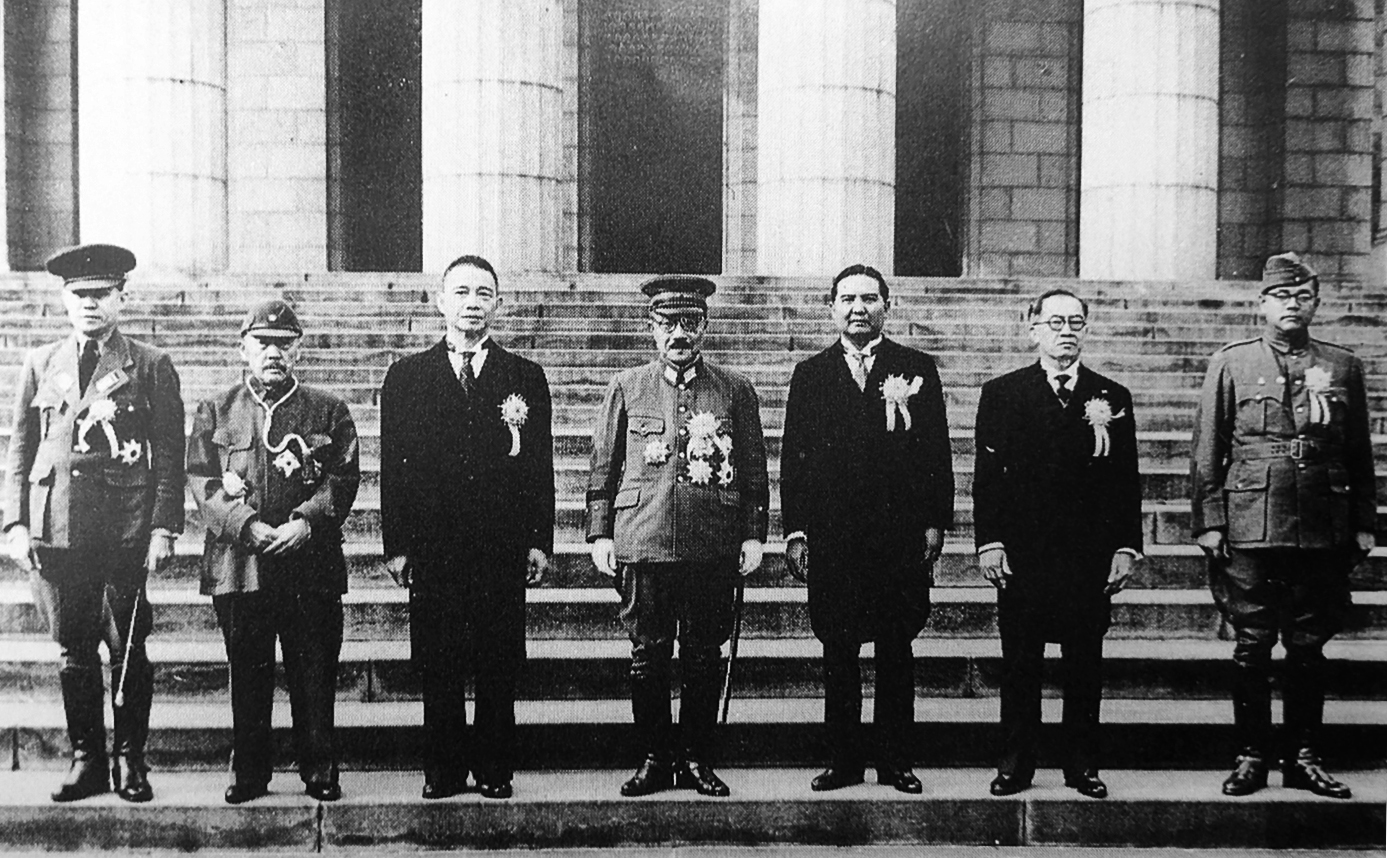
Assistents a la Conferència de la Gran Àsia Oriental celebrada a Tòquio entre els dies 5 i 6 de novembre de 1943. El president del govern titella filipí José P. Laurel és el segon per la dreta. Al centre, el primer ministre japonès Hideki Tojo.

L'incident Laurel va ser una greu crisi diplomàtica entre el govern dels Estats Units i la dictadura de Francisco Franco d'Espanya que es va produir a la fi de 1943, en plena Segona Guerra Mundial, a causa del reconeixement de facto del govern titella de José P. Laurel imposat pels japonesos a les Filipines.

## Desenvolupament
El 18 d'octubre de 1943 el ministre d'Afers exteriors espanyol Francisco Gómez-Jordana va enviar un telegrama de felicitació a José P. Laurel, qui acabava de ser escollit pels japonesos —que ocupaven l'arxipèlag des de juny de 1942 després de derrotar els estatunidencs— president d'un govern titella de les Filipines. El missatge de Franco, i també un altre de Hitler en el mateix sentit, van ser celebrats per la propaganda japonesa i àmpliament difosos per Ràdio Tòquio. Els Estats Units van decidir interpretar la missiva com un reconeixement de facto del govern de Laurel i van usar la situació per al seu benefici. Segons Paul Preston, «Jordana va poder ser forçat a cometre aquesta greu malaptesa pels oficials partidaris de l'Eix, inclòs Doussinague, o bé Franco o ell van deure creure que era una manera astuta d'apaivagar a l'Eix, sense pensar en les seves implicacions ofensives per als aliats».
Una part de la premsa estatunidenca, entre la qual es trobava The New York Times, va demanar que es prenguessin mesures dures contra el règim franquista. El 5 de novembre l'ambaixador estatunidenc a Madrid Carlton Hayes es va entrevistar amb Gómez-Jordana, el qual per apaivagar la seva indignació va arribar a oferir-li la seva dimissió. L'endemà, 6 de novembre, el nou sotssecretari d'Estat Edward Stettinius Jr. li va ordenar a Hayes que exigís al govern espanyol l'embargament total de les seves exportacions de tungstè a Alemanya i l'expulsió dels agents alemanys a Tànger.
El general Franco no només no va fer cas a les demandes estatunidenques sinó que el 3 de desembre es va entrevistar amb l'ambaixador alemany a Madrid, Hans-Heinrich Dieckhoff, a qui li va dir que desitjava la victòria de l'Eix i que el triomf dels aliats «significaria la seva pròpia eliminació». Va afegir que «una Espanya neutral que estava proveint a Alemanya tungstè i altres productes és en aquest moment de major valor per a Alemanya que una Espanya immersa en la guerra».
Pocs dies després l'ambaixador britànic escrivia al seu govern:
| « | Resulta preocupant, tot i que potser és inevitable, que Franco s'aprofiti ara de la paciència aliada i de l'absència d'una oposició espanyola eficaç com a proves de l'estabilitat del seu règim i de les seves excel·lents relacions amb Gran Bretanya i els Estats Units. Per a mi, que soc a Madrid, aquesta insolent actitud pagada de si mateixa em resulta particularment irritant... tot i que potser aconseguirem contenir o frenar molts actes no neutrals, el present govern espanyol, amb Franco al capdavant, és fonamentalment hostil als aliats i als propòsits per als quals lluitem». | » |

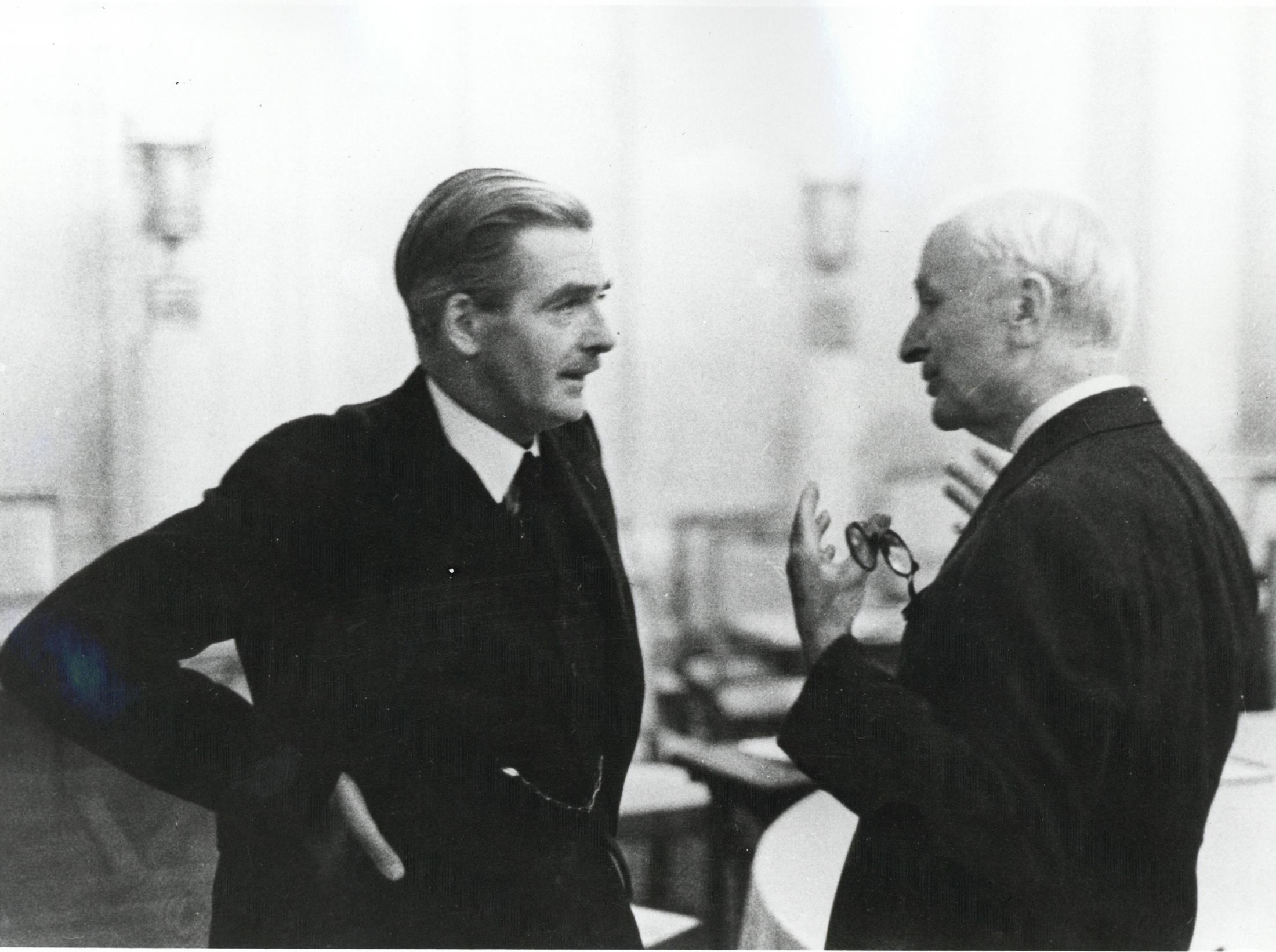
Anthony Eden, secretari del Foreign Office (esquerra), amb el secretari d'Estat estatunidenc Cordell Hull (dreta)

El 3 de gener de 1944 l'ambaixador estatunidenc Carlton Hayes va presentar un ultimàtum al ministre d'Afers exteriors Gómez-Jordana en el qual li deia que les exportacions de tungstè a Alemanya havien de cessar immediatament. Com que no va rebre una resposta satisfactòria, el govern estatunidenc va suspendre al febrer els embarcaments prevists per a Espanya, i va decretar l'embargament dels subministraments de petroli.
El secretari d'Estat Cordell Hull va informar que l'embargament es devia al fet que s'estava venent tungstè als alemanys, contribuint d'aquesta manera a l'esforç de guerra. No obstant això, un altre dels motius de l'embargament van ser les activitats subversives del Servei Exterior de Falange a Hispanoamèrica, que des de temps enrere havien constituït una preocupació per als estatunidencs. Al mateix temps el secretari del Foreign Office Anthony Eden denunciava davant la Cambra dels Comuns l'ajuda que el govern espanyol continuava prestant a Alemanya. La premsa espanyola no va informar dels autèntics motius de l'embargament de petroli sinó que ho va explicar com una mesura de pressió per tal que Franco abandonés la neutralitat a favor dels aliats i així ho van expressar diversos portaveus oficials. També es va dir que era el resultat de les maquinacions dels republicans exiliats. D'altra banda es va incrementar la propaganda a favor de l'Eix en la premsa i en la ràdio.